# قرار مجلس الأمن التابع للأمم المتحدة رقم 1337
قرار مجلس الأمن التابع للأمم المتحدة رقم 1337، المتخذ بالإجماع في 30 كانون الثاني / يناير 2001، بعد التذكير بالقرارات السابقة بشأن إسرائيل ولبنان، بما في ذلك القرارات 425 (1978)، 426 (1978)، 501 (1982)، 508 (1982)، 509 (1982)، 520 (1982) و1310 (2000)، قرر المجلس تمديد ولاية قوة الأمم المتحدة المؤقتة في لبنان (يونيفيل) لستة أشهر أخرى حتى 31 يوليو 2001.
وذكّر مجلس الأمن بما خلص إليه الأمين العام كوفي عنان من أن إسرائيل سحبت قواتها من لبنان اعتباراً من 16 حزيران / يونيو 2000 وفقاً للقرار 425. وشدد على الطبيعة المؤقتة لعملية اليونيفيل.
ودعيت الحكومة اللبنانية إلى خلق جو هادئ واستعادة سلطتها في جنوب لبنان ورحب بإقامة نقاط تفتيش في المنطقة. وقرر المجلس إعادة المستوى التشغيلي لليونيفيل إلى 4500 فرد كما هو مبين في تقرير الأمين العام. ودعا كل من إسرائيل ولبنان إلى الوفاء بالتزاماتهما باحترام خط الانسحاب الذي حددته الأمم المتحدة.
وأدان القرار جميع أعمال العنف والانتهاكات لخط الانسحاب. ورحب بتحقق اليونيفيل من الانسحاب الإسرائيلي وبمساهمته في جهود إزالة الألغام. وطُلب من الأمين العام مواصلة المشاورات مع الحكومة اللبنانية والأطراف الأخرى بشأن تنفيذ القرار الحالي. وأيد قرار إعادة تشكيل اليونيفيل والمهام التي ستضطلع بها هيئة الأمم المتحدة لمراقبة الهدنة وأعلن عن إجراء استعراض بحلول 31 أيار / مايو 2001 للنظر في اتخاذ مزيد من الخطوات.
وأخيرا، اختتم القرار بالتأكيد على أهمية السلام العادل والدائم في الشرق الأوسط على أساس قرارات مجلس الأمن ذات الصلة بما في ذلك 242 (1967) و338 (1973).

## روابط خارجية
- نص القرار في undocs.org